# Víctor Hugo Andrada
Víctor Hugo Andrada Canalis (Santa Fe, Argentina; 25 de diciembre de 1958) es un exfutbolista y actual director técnico argentino nacionalizado boliviano. Jugaba como mediocampista por derecha y su primer equipo fue Colón de Santa Fe. Su último club antes de retirarse fue Real Potosí de Bolivia. 
Actualmente es el entrenador de Nacional Potosí de la Primera División de Bolivia.

## Trayectoria

### Como jugador
A pesar de haber debutado en Colón, hizo las inferiores en Unión y se dio el lujo de jugar profesionalmente en los dos equipos más importantes de la ciudad. En Argentina también vistió las camisetas de Gimnasia y Esgrima La Plata y Racing.
En el exterior tuvo un fugaz paso por el fútbol chileno pero fue en Bolivia donde desarrolló gran parte de su carrera: allí jugó en cinco clubes y, tras colgar los botines, inició su carrera como entrenador.

### Como entrenador

#### Independiente Petrolero
En el año 2003 se estrenó como director técnico en Independiente Petrolero de Bolivia.

#### Ciclón
En 2015 fue presentado como nuevo entrenador de Ciclón para afrontar la Copa Simón Bolívar, logrando en ascenso de categoría.

#### Guabirá
El 5 de agosto de 2019 es elegido como nuevo entrenador de Guabirá tras la destitución del anterior entrenador, Eduardo Espinel. Llevó al equipo a clasificarse a la Copa Sudamericana 2021 y renovó su contrato con el club.

#### Atlético Palmaflor
El 16 de septiembre de 2021 fue presentado oficialmente como nuevo técnico de Atlético Palmaflor.

## Clubes

### Como jugador
| Club                        | País      | Año       |
| --------------------------- | --------- | --------- |
| Colón de Santa Fe           | Argentina | 1983      |
| Gimnasia y Esgrima La Plata | Argentina | 1984-1986 |
| Blooming                    | Bolivia   | 1986-1989 |
| Unión Española              | Chile     | 1989      |
| Racing                      | Argentina | 1990-1992 |
| Unión de Santa Fe           | Argentina | 1992-1994 |
| The Strongest               | Bolivia   | 1994      |
| Destroyer's                 | Bolivia   | 1995      |
| San José de Oruro           | Bolivia   | 1996      |
| Destroyer's                 | Bolivia   | 1997-1998 |
| Real Potosí                 | Bolivia   | 1999-2001 |

### Como entrenador
| Club                     | País      | Año       |
| ------------------------ | --------- | --------- |
| Independiente Petrolero  | Bolivia   | 2003      |
| Real Potosí              | Bolivia   | 2005      |
| Nacional Potosí          | Bolivia   | 2007-2009 |
| Blooming                 | Bolivia   | 2009-2010 |
| Real Potosí              | Bolivia   | 2010      |
| San José de Oruro        | Bolivia   | 2011      |
| Wilstermann              | Bolivia   | 2013      |
| Blooming                 | Bolivia   | 2013      |
| Real Potosí              | Bolivia   | 2014      |
| Ciclón de Tarija         | Bolivia   | 2015      |
| Mushuc Runa              | Ecuador   | 2016-2017 |
| Nacional Potosí          | Bolivia   | 2017      |
| Desamparados de San Juan | Argentina | 2018-2019 |
| Guabirá                  | Bolivia   | 2019-2021 |
| Atlético Palmaflor       | Bolivia   | 2021      |
| Real Tomayapo            | Bolivia   | 2022      |
| Royal Pari               | Bolivia   | 2022      |
| Nacional Potosí          | Bolivia   | 2023-Act. |

## Palmarés

### Como entrenador
| Título             | Club     | País    | Año     |
| ------------------ | -------- | ------- | ------- |
| Torneo Clausura    | Blooming | Bolivia | 2009    |
| Copa Simón Bolívar | Ciclón   | Bolivia | 2014-15 |